# Essenbæk kloster

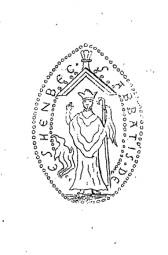
Essenbæk klosters sigill.

Essenbæk kloster var ett benediktinkloster i Jylland. 
Klostret, som låg omkring åtta kilometer sydöst om Randers, stiftades omkring 1140 av Knut Lavards måg, Stig Hvide (död 1151). Möjligen låg klostret från början i Randers och flyttades omkring år 1180. Vid reformationen drogs klostret in under kungen och lades under Dronningborg Len. Klostret revs ned, och godset blev snart enskild egendom. 